# Santi Vilassakdanont
Santi Vilassakdanont (12 de julio de 1950) es un destacado empresario tailandés.
Master de contabilidad y de administración de empresas por la Universidad de Chulalongkorn, en 1975 se incorporó al Thai Danu Bank, para en 1980 pasar a ser Vicepresidente ejecutivo de Saha Pathana Inter-Holding Public Co., Ltd, empresa que preside desde 2002.
Además, es Presidente de la Federación de Industrias de Tailandia, Director del Krung Thai Bank, ejecutivo del Banco de Tailandia de la Pequeña y Mediana Empresa. Después del golpe de Estado de 2006, su nombre se barajó para presidir el gobierno interino del país.